# Сант'Анђело А Скала (Авелино)
Сант'Анђело А Скала (итал. Sant'Angelo A Scala) је насеље у Италији у округу Авелино, региону Кампанија.
Према процени из 2011. у насељу је живело 566 становника. Насеље се налази на надморској висини од 590 м.

## Становништво
Према резултатима пописа становништва 2011. у општини је живело 755 становника.
| 1931. | 1936. | 1951. | 1961. | 1971. | 1981. | 1991. | 2001. | 2011. |
| ----- | ----- | ----- | ----- | ----- | ----- | ----- | ----- | ----- |
| 1.387 | 1.390 | 1.437 | 943   | 724   | 731   | 660   | 736   | 755   |